# Paralvinella
Paralvinella es un género de anélidos poliquetos de la familia Alvinellidae que prosperan en aguas profundas. Habitan en temperaturas que matan a la mayoría de los demás animales. Esta característica le hace un extremófilo o, más concretamente, un hipertemófilo.
Su singular habilidad para resistir el agua caliente que sale como un géiser de aberturas hidrotermales permite a estos gusanos aprovecharse de las bacterias que se desarrollan en esos ambientes y a las que otros animales no pueden llegar. Es difícil saber con precisión qué temperaturas pueden tolerar, ya que el agua de los respiraderos se derrama a temperaturas más allá del punto de ebullición, pero se enfría rápidamente en el mar.
Estos gusanos construyen tubos de moco, y son completamente móviles. Su apariencia se asemeja a la de una pequeña palmera roja con branquias de color rojo.

## Especies
Se reconocen las siguientes:
- Paralvinella bactericola Desbruyères & Laubier, 1991
- Paralvinella dela Detinova, 1988
- Paralvinella fijiensis Desbruyères & Laubier, 1993
- Paralvinella grasslei Desbruyères & Laubier, 1982
- Paralvinella hessleri Desbruyères & Laubier, 1989
- Paralvinella palmiformis Desbruyères & Laubier, 1986
- Paralvinella pandorae Desbruyères & Laubier, 1986
- Paralvinella sulfincola Desbruyères & Laubier, 1993
- Paralvinella unidentata Desbruyères & Laubier, 1993

## En la cultura popular
Apareció en la serie Primeval en una forma más grande que habitaba en el Precámbrico y tenía hábitos terrestres. Era conocido como el "gusano de la niebla".